# Aeroporto de Roma Ciampino
O Aeroporto de Roma Ciampino ou Aeroporto Giovan Battista Pastine (em italiano: Aeroporto di Roma-Ciampino), é um aeroporto situado a 15km de Roma, em Itália.

## História
O Aeroporto de Roma Ciampino foi aberto em 1916, como o principal aeroporto da cidade de Roma, com um tráfego de passageiros de cerca de 2 milhões por ano. Após a abertura do Aeroporto Internacional de Roma, Ciampino passou a receber apenas voos charter e executivos.
Nos últimos anos, o aeroporto de Ciampino passou a ser um aeroporto essencialmente de linhas aéreas de baixo-custo ou low-cost. Em 2007, o volume de passageiros atingiu mais de 5 milhões.

## Segunda Guerra Mundial
Foi capturado em junho de 1944 pelos Aliados durante a Segunda Guerra Mundial. E mais tarde se tornou um dos aeroportos militares das Forças Aéreas do Exército dos Estados Unidos.

## Principais companhias aéreas
- easyJet
- Ryanair
- Wizz Air